# Kangaslampi (sjö i Pudasjärvi, Norra Österbotten, Finland)
Kangaslampi eller Kangasjärvi är en sjö i Finland. Den ligger i kommunen Pudasjärvi i landskapet Norra Österbotten, i den centrala delen av landet, 600 km norr om huvudstaden Helsingfors. Kangaslampi ligger 186,8 meter över havet. Arean är 55,1 hektar och strandlinjen är 3,01 kilometer lång. Sjön  ingår i Ijo älvs huvudavrinningsområde. 